# Кушаговский сельсовет
Кушаговский сельсовет — сельское поселение в Усть-Таркском районе Новосибирской области Российской Федерации.
Административный центр — село Кушаги.

## История
Статус и границы сельского поселения установлены Законом Новосибирской области от 2 июня 2004 года № 200-ОЗ «О статусе и границах муниципальных образований Новосибирской области»

## Население
| 2002 | 2010 | 2012 | 2013 | 2014 | 2015 | 2016 |
| ---- | ---- | ---- | ---- | ---- | ---- | ---- |
| 774  | ↘701 | ↘696 | ↘683 | ↘678 | ↘654 | ↘649 |
| 2017 | 2018 | 2019 | 2020 | 2021 |      |      |
| ↗662 | ↘652 | ↘643 | ↘637 | ↘631 |      |      |

## Состав сельского поселения
| № | Населённый пункт | Тип населённого пункта       | Население |
| - | ---------------- | ---------------------------- | --------- |
| 1 | Кушаги           | село, административный центр | ↘437      |
| 2 | Мураши           | село                         | ↘175      |
| 3 | Озёрный          | посёлок                      | ↘89       |